# 스티븐 베이커 터너
스티븐 베이커 터너(Stephen Barker Turner, 1968년 6월 27일 ~ )는 미국의 배우, 영화배우이다.
세인트루이스에서 태어났다.

## 영화
- 서드셍 찰리 바커 (2010년) - 찰리 역
- 새틀라이트 (2006년)
- 블레어 윗치 2 - 어둠의 경전 (2000년)